# Trochosphaera aequatorialis
Trochosphaera aequatorialis är en hjuldjursart som beskrevs av Semper 1872. Trochosphaera aequatorialis ingår i släktet Trochosphaera och familjen Trochosphaeridae. Inga underarter finns listade i Catalogue of Life.